# کالین برنن
کالین برنن (انگلیسی: Colleen Brennan؛ زادهٔ ۱ دسامبر ۱۹۴۹) بازیگر پورنوگرافی اهل ایالات متحده آمریکا است.